# Campionato europeo femminile di pallavolo 1999
Il campionato europeo femminile di pallavolo 1999 si è svolto dal 20 al 25 settembre 1999 a Perugia e Roma, in Italia: al torneo hanno partecipato otto squadre nazionali europee e la vittoria finale è andata per la terza volta, la seconda consecutiva, alla Russia.

## Qualificazioni
Al torneo hanno partecipato: la nazionale del paese organizzatore e sette nazionali qualificate tramite il torneo di qualificazione.

## Impianti
|                                                                      |                                                                        |  |
|                                                                      |                                                                        |  |
| PalaEvangelisti Città: Perugia Capienza: 4 000 Anno d'apertura: 1984 | Palazzo dello Sport Città: Roma Capienza: 11 200 Anno d'apertura: 1958 |  |

## Regolamento

### Formula
Le squadre hanno disputato una prima fase a gironi con formula del girone all'italiana; al termine della prima fase:
- Le prime due classificate di ogni girone hanno acceduto alla fase finale per il primo posto, strutturata in semifinali, finale per il terzo posto e finale.
- Le ultime due classificate di ogni girone hanno acceduto alla fase finale per il quinto posto, strutturata in semifinali, finale per il terzo settimo posto e finale per il quinto posto.

### Criteri di classifica
Sono stati assegnati 2 punti alla squadra vincente e 1 a quella sconfitta.
L'ordine del posizionamento in classifica è stato definito in base a:
- Punti;
- Ratio dei set vinti/persi;
- Ratio dei punti realizzati/subiti;
- Risultati degli scontri diretti.

## Squadre partecipanti
| Squadra     | Qualificazione                            | Ultima partecipazione |
| ----------- | ----------------------------------------- | --------------------- |
| Bulgaria    | 2ª al torneo di qualificazione (girone A) | Repubblica Ceca 1997  |
| Croazia     | 3ª al torneo di qualificazione (girone B) | Repubblica Ceca 1997  |
| Germania    | 4ª al torneo di qualificazione (girone A) | Repubblica Ceca 1997  |
| Italia      | Paese organizzatore                       | Repubblica Ceca 1997  |
| Paesi Bassi | 4ª al torneo di qualificazione (girone B) | Repubblica Ceca 1997  |
| Polonia     | 1ª al torneo di qualificazione (girone B) | Repubblica Ceca 1997  |
| Romania     | 2ª al torneo di qualificazione (girone B) | Repubblica Ceca 1997  |
| Russia      | 1ª al torneo di qualificazione (girone A) | Repubblica Ceca 1997  |

## Torneo

### Fase a gironi
| Girone A    | Girone B |
| ----------- | -------- |
| Italia      | Bulgaria |
| Paesi Bassi | Croazia  |
| Romania     | Germania |
| Russia      | Polonia  |

#### Girone A

##### Risultati
| 20 settembre 1999 Palazzo dello Sport, Roma Durata: ? - Spettatori: ? | Italia      | 3 - 1 | Romania     | 21-25, 25-20, 25-17, 25-20       |
| 20 settembre 1999 Palazzo dello Sport, Roma Durata: ? - Spettatori: ? | Paesi Bassi | 0 - 3 | Russia      | 24-26, 11-25, 20-25              |
| 21 settembre 1999 Palazzo dello Sport, Roma Durata: ? - Spettatori: ? | Italia      | 3 - 1 | Paesi Bassi | 25-17, 22-25, 25-19, 25-17       |
| 21 settembre 1999 Palazzo dello Sport, Roma Durata: ? - Spettatori: ? | Romania     | 0 - 3 | Russia      | 17-25, 18-25, 20-25              |
| 22 settembre 1999 Palazzo dello Sport, Roma Durata: ? - Spettatori: ? | Russia      | 3 - 1 | Italia      | 22-25, 25-21, 27-25, 25-19       |
| 22 settembre 1999 Palazzo dello Sport, Roma Durata: ? - Spettatori: ? | Paesi Bassi | 3 - 2 | Romania     | 17-25, 23-25, 25-21, 25-21, 15-9 |

##### Classifica
| Pos. | Squadra     | Pt | G | V | P | SV | SP | Ratio | PF  | PS  | Ratio |
| ---- | ----------- | -- | - | - | - | -- | -- | ----- | --- | --- | ----- |
| 1.   | Russia      | 6  | 3 | 3 | 0 | 9  | 1  | 9,000 | 250 | 200 | 1,250 |
| 2.   | Italia      | 5  | 3 | 2 | 1 | 7  | 5  | 1,400 | 283 | 259 | 1,092 |
| 3.   | Paesi Bassi | 4  | 3 | 1 | 2 | 4  | 8  | 0,500 | 238 | 274 | 0,868 |
| 4.   | Romania     | 3  | 3 | 0 | 3 | 3  | 9  | 0,333 | 238 | 276 | 0,862 |

      Qualificata alle semifinali per il primo posto.
      Qualificata alle semifinali per il quinto posto.

#### Girone B

##### Risultati
| 20 settembre 1999 PalaEvangelisti, Perugia Durata: ? - Spettatori: ? | Croazia  | 3 - 0 | Bulgaria | 25-21, 25-19, 25-17               |
| 20 settembre 1999 PalaEvangelisti, Perugia Durata: ? - Spettatori: ? | Polonia  | 2 - 3 | Germania | 25-21, 14:25, 19-25, 25-16, 13-15 |
| 21 settembre 1999 PalaEvangelisti, Perugia Durata: ? - Spettatori: ? | Croazia  | 3 - 0 | Polonia  | 26-24, 26-24, 25-23               |
| 21 settembre 1999 PalaEvangelisti, Perugia Durata: ? - Spettatori: ? | Bulgaria | 3 - 1 | Germania | 25-22, 25-21, 21-25, 25-21        |
| 22 settembre 1999 PalaEvangelisti, Perugia Durata: ? - Spettatori: ? | Polonia  | 3 - 2 | Bulgaria | 25-23, 15-25, 32-30, 22-25, 15-11 |
| 22 settembre 1999 PalaEvangelisti, Perugia Durata: ? - Spettatori: ? | Germania | 3 - 0 | Croazia  | 25-19, 25-23, 25-13               |

##### Classifica
| Pos. | Squadra  | Pt | G | V | P | SV | SP | Ratio | PF  | PS  | Ratio |
| ---- | -------- | -- | - | - | - | -- | -- | ----- | --- | --- | ----- |
| 1.   | Croazia  | 5  | 3 | 2 | 1 | 6  | 3  | 2,000 | 207 | 203 | 1,019 |
| 2.   | Germania | 5  | 3 | 2 | 1 | 7  | 5  | 1,400 | 266 | 247 | 1,076 |
| 3.   | Bulgaria | 4  | 3 | 1 | 2 | 5  | 7  | 0,714 | 267 | 273 | 0,978 |
| 4.   | Polonia  | 4  | 3 | 1 | 2 | 5  | 8  | 0,625 | 276 | 293 | 0,942 |

      Qualificata alle semifinali per il primo posto.
      Qualificata alle semifinali per il quinto posto.

### Fase finale

#### Finali 1º e 3º posto
|  | Semifinali | Semifinali | Semifinali |                 |    | Finale | Finale   | Finale |
|  |            |            |            |                 |    |        |          |        |
|  | 1A         | Russia     | 3          |                 |    |        |          |        |
|  | 1A         | Russia     | 3          |                 |    |        |          |        |
|  | 2B         | Germania   | 0          |                 |    |        |          |        |
|  | 2B         | Germania   | 0          |                 | 1A | Russia | 3        |        |
|  |            |            |            |                 | 1A | Russia | 3        |        |
|  |            |            |            |                 |    | 1B     | Croazia  | 0      |
|  | 2A         | Italia     | 2          |                 |    | 1B     | Croazia  | 0      |
|  | 2A         | Italia     | 2          |                 |    |        |          |        |
|  | 1B         | Croazia    | 3          |                 |    |        |          |        |
|  | 1B         | Croazia    | 3          | Finale 3° posto |    |        |          |        |
|  |            |            |            |                 |    |        |          |        |
|  |            |            |            |                 |    | 2A     | Italia   | 3      |
|  |            |            |            |                 |    | 2A     | Italia   | 3      |
|  |            |            |            |                 |    | 2B     | Germania | 0      |

##### Semifinali
| 24 settembre 1999 Palazzo dello Sport, Roma Durata: ? - Spettatori: ? | Russia | 3 - 0 | Germania | 25-14, 25-9, 25-16                |
| 24 settembre 1999 Palazzo dello Sport, Roma Durata: ? - Spettatori: ? | Italia | 2 - 3 | Croazia  | 22-25, 25-16, 25-22, 23-25, 13-15 |

##### Finale 3º posto
| 25 settembre 1999 Palazzo dello Sport, Roma Durata: ? - Spettatori: ? | Italia | 3 - 0 | Germania | 25-20, 25-20, 25-19 |

##### Finale
| 25 settembre 1999 Palazzo dello Sport, Roma Durata: ? - Spettatori: ? | Croazia | 0 - 3 | Russia | 18-25, 19-25, 12-25 |

#### Finali 5º e 7º posto
|  | Semifinali | Semifinali  | Semifinali |                 |    | Finale 5º posto | Finale 5º posto | Finale 5º posto |
|  |            |             |            |                 |    |                 |                 |                 |
|  | 4A         | Romania     | 3          |                 |    |                 |                 |                 |
|  | 4A         | Romania     | 3          |                 |    |                 |                 |                 |
|  | 3B         | Bulgaria    | 1          |                 |    |                 |                 |                 |
|  | 3B         | Bulgaria    | 1          |                 | 4A | Romania         | 0               |                 |
|  |            |             |            |                 | 4A | Romania         | 0               |                 |
|  |            |             |            |                 |    | 3A              | Paesi Bassi     | 3               |
|  | 3A         | Paesi Bassi | 3          |                 |    | 3A              | Paesi Bassi     | 3               |
|  | 3A         | Paesi Bassi | 3          |                 |    |                 |                 |                 |
|  | 4B         | Polonia     | 1          |                 |    |                 |                 |                 |
|  | 4B         | Polonia     | 1          | Finale 7º posto |    |                 |                 |                 |
|  |            |             |            |                 |    |                 |                 |                 |
|  |            |             |            |                 |    | 3B              | Bulgaria        | 3               |
|  |            |             |            |                 |    | 3B              | Bulgaria        | 3               |
|  |            |             |            |                 |    | 4B              | Polonia         | 1               |

##### Semifinali
| 24 settembre 1999 Palazzo dello Sport, Roma Durata: ? - Spettatori: ? | Romania     | 3 - 1 | Bulgaria | 25-22, 25-21, 21-25, 25-22 |
| 24 settembre 1999 Palazzo dello Sport, Roma Durata: ? - Spettatori: ? | Paesi Bassi | 3 - 1 | Polonia  | 29-27, 22-25, 25-23, 25-23 |

##### Finale 7º posto
| 25 settembre 1999 Palazzo dello Sport, Roma Durata: ? - Spettatori: ? | Bulgaria | 3 - 1 | Polonia | 25-19, 25-22, 20-25, 25-20 |

##### Finale 5º posto
| 25 settembre 1999 Palazzo dello Sport, Roma Durata: ? - Spettatori: ? | Romania | 0 - 3 | Paesi Bassi | 19-25, 22-25, 16-25 |

## Classifica finale
| Pos     | Squadra     | Rosa |
| ------- | ----------- | --- |
| Oro     | Russia      | Formazione: Artamonova, Belikova, Sokolova, Gamova, Godina, Morozova, Plotnikova, Safronova, Sennikova, Tebenichina, Tiščenko, Vasilevskaja, CT: Karpol' |
| Argento | Croazia     | |
| Bronzo  | Italia      | Formazione: Beccaria, Bertini, Bragaglia, Cacciatori, Galastri, Gioli, Leggeri, Lo Bianco, Paggi, Piccinini, Rinieri, Togut, CT: Frigoni                 |
| 4       | Germania    | |
| 5       | Paesi Bassi | |
| 6       | Bulgaria    | |
| 7       | Romania     | |
| 8       | Polonia     | |

|  |  | Qualificata alla Coppa del Mondo 1999 e al campionato europeo 2001. |

|  | Qualificata al campionato europeo 2001. |

## Premi individuali
| Premio                | Nome                | Squadra |
| --------------------- | ------------------- | ------- |
| MVP                   | Evgenija Artamonova | Russia  |
| Miglior realizzatrice | Barbara Jelić       | Croazia |
| Miglior attaccante    | Elizaveta Tiščenko  | Russia  |
| Miglior muro          | Elizaveta Tiščenko  | Russia  |
| Miglior servizio      | Ewa Nogowska        | Polonia |